# Trogídeos
Trogídeos (Trogidae) é uma família de coleópteros da superfamília Scarabaeoidea. São besouros com tamanho de 2,5 mm a 20 mm, reconhecidos por possuírem coloração marrom, preta ou cinza, superfície granulosa e abdômen achatado. São encontrados em carcaças secas ou ninhos de mamíferos e aves, onde larvas e adultos alimentam-se de penas, pelos e fezes presentes no local.

## Subfamílias
- Avitortorinae †
- Troginae
- Omorginae